# Phantasy Star Universe
 (juin 2018).
Si vous disposez d'ouvrages ou d'articles de référence ou si vous connaissez des sites web de qualité traitant du thème abordé ici, merci de compléter l'article en donnant les références utiles à sa vérifiabilité et en les liant à la section « Notes et références ».
Phantasy Star Universe (ファンタシースターユニバース, Fantashī Sutā Yunibāsu) (PSU) est un jeu vidéo de type action-RPG créé par la Sonic Team et édité par Sega sur Windows, PlayStation 2 et Xbox 360. Au Japon, le titre est sortie pour Windows et PlayStation 2 le 31 août 2006 et sur Xbox 360 le 12 décembre de la même année. La sortie européenne fut pour le 24 novembre sur toutes plateformes confondues.  
Phantasy Star Universe est souvent considéré comme un hack and slash dans le jargon populaire. Le site web officiel de l'éditeur le classe dans la catégorie « RPG Online ». Il s'agit d'un Action-RPG avec deux modes bien distincts : un mode Histoire complet qui se joue entièrement en solo et un mode multijoueurs en ligne, un mode relativement proche de celui de Phantasy Star Online(PSO).
Le jeu connaît un assez grand succès au Japon, mais reste très discret en Europe.
Les serveurs PC/PS2 de Phantasy Star Universe ont été coupés le 31 mars 2010 tandis que ceux de la Xbox 360 ont été coupés le 7 septembre 2012.

## Trame

### Épisode 1
L'Épisode 1 est disponible sur le mode Hors Ligne uniquement.
La Colonie des Guardians, un complexe en orbite autour de la planète Parum, fête la cérémonie du centenaire.
Ethan Waber finit tranquillement sa journée et doit rejoindre sa jeune sœur Lumia. Comme il a un peu de retard, il utilise son skate flottant pour se rendre au lieu du rendez-vous un peu plus vite. Sans vraiment faire attention d’ailleurs, car il percute au milieu de la route un véhicule. De ce dernier en sort un type avec un grand chapeau (appartenant au culte de Gurhal) et une jolie jeune fille. Celle-ci soigne la jambe d’Ethan. Avant d’avoir eu le temps de se présenter, l’homme qui l’accompagne lui rappelle qu’ils sont en retard et ils doivent quitter notre héros. Ethan reprend son chemin pour rejoindre sa sœur Lumia, mais quelque peu bouleversé.

### Épisode 2
L'Épisode 2 est disponible sur le mode en ligne. Le héros (créé entièrement par les soins du joueur) vient d'entrer chez les Guardians et passe son examen d'entrée. Cela se passera sur Neudaiz et son instructeur sera Laia Martinez. Une gardian très stricte, mais aussi susceptible. Elle lui passe un savon pour être arrivé en retard.

## Système de jeu

### Généralités
Le jeu fait suite à la série Phantasy Star. On y retrouve des objets bien connus de la série (équipements, Technics et armes). Cela dit, il ne s'agit pas d'un simple copiage de l'épisode Phantasy Star Online, puisque les nouveautés sont nombreuses et le gameplay revu.
Contrairement à Phantasy Star Online, le jeu bénéficie d'un mode Offline et Online totalement séparés. Ce qui veut dire que le joueur ne pourra pas jouer avec son personnage du mode Offline sur le réseau. Le mode Offline est principalement centralisé sur l'Histoire de cet univers et porte à juste titre le nom de "Mode Histoire". On y narre les aventures d'Ethan Waber qui vient de rejoindre les Guardians, une organisation de mercenaires qui aide son prochain dans le Système solaire de Gurhal. C'est une aventure qui peut durer une vingtaine d'heures, deux fois plus si le joueur compte y trouver tous les bonus disponibles. Il s'agit de l'Épisode 1. Il vaut mieux commencer par ce mode pour se "faire la main".
La suite de l'aventure et du scénario continue sur le mode Online. Le joueur commence par créer son propre personnage dans un éditeur très complet, à tel point qu'il peut se permettre quelques fantaisies. En effet, grâce au morphing, son héros peut être gros, maigre, petit, grand, vieux ou jeune, et il a la possibilité aussi de changer la forme de son visage ou de ses yeux, sa coupe de cheveux, etc. 
Sur chaque planète du Système, tous les joueurs se retrouvent sur des zones de rencontre : les villes et les accueils de terrain. Depuis ceux-ci, ils accèdent à un comptoir à mission où ils peuvent créer un groupe et partir pour l'aventure. En général, ces missions consistent à "purifier" les ennemis sur leur chemin et il arrive qu'elles soient conclues par un Boss. Il en existe environ une cinquantaine réparties sur plusieurs niveaux de difficultés. En plus des missions dites « libres » où n'importe qui peut y participer, seul ou à plusieurs, il y a également les missions Histoire pour la suite du scénario : l'Épisode 2.
Les groupes peuvent être composés de 6 joueurs, y compris si ces derniers désirent y introduire un "Personnage non-jouable", excepté pour les missions Histoire.

### Chambre et Synthèse
Les chambres : chacun des joueurs possède une chambre, dans laquelle il peut ouvrir un magasin pour vendre ses objets à d'autres joueurs ou exposer ses trophées et autres objets divers. Dans cette chambre se trouve aussi un Partner Machinery qui a plusieurs fonctions bien utiles comme stocker jusqu'à 300 objets ou fabriquer des armes. Après un certain niveau, le Partner Machinery peut accompagner le joueur lors de ses missions.
Certaines armes peuvent être trouvées dans les magasins d'une ville ou au cours d'une mission, ou tout simplement en récompense lors d'un événement organisé par Sega. Mais, la majorité des armes et les plus puissantes d'entre elles sont fabriquées par les joueurs. Cela ne concerne pas que les armes, mais également les armures. Le principe consiste tout d'abord à acheter une carte de synthèse au magasin ou de la trouver au cours d'une mission. Il existe une carte de synthèse pour chaque arme ou autres objets à fabriquer. Pour procéder à la synthèse, un certain nombre d'objets indiqués sur la carte sont requis. Comme les planètes du Système de Gurhal ont leur propre écosystème, des éléments peuvent ne se trouver que sur l'une d'elles. Un dernier objet est requis pour la synthèse, c'est le photon, autrement dit l'élément. Ce dernier se trouve sur les ennemis abattus. Il existe six éléments dans le jeu : Feu, Glace, Foudre, Terre, Ténèbres et Lumière.
La carte de synthèse et ses ingrédients sont introduits dans le Partner Machinery qui se trouve dans la chambre du joueur. Le processus dure plusieurs heures avant de pouvoir retirer l'objet désiré. L'élément attribué à l'arme possède un pourcentage aléatoire. Une arme avec un pourcentage égale à vingt avec l'élément lumière sera moins efficace qu'une autre avec un pourcentage égale à cinquante avec le même élément. Il en est de même pour les armures.
Pour les armes uniquement, il est encore possible d'améliorer leurs statistiques en passant dans un magasin spécialisé du jeu, mais les chances de succès ne sont pas toujours au rendez-vous.
D'ailleurs, sur le mode en ligne, un niveau de Chance est attribué à chaque joueur. Il est représenté par une petite étoile à côté de son pseudo. Plus la chance est grande, plus il a de chance de trouver des objets rares, de réussir sa synthèse et d'augmenter ses statistiques.
Ce système de synthèse rappelle celui de Final Fantasy XI.

### Description des combats
Au niveau des combats, la façon de jouer est relativement différente de celle pour Phantasy Star Online. Premièrement, il y a toujours ce système de 3 coups. Le joueur peut le faire au rythme qu'il souhaite, mais s'il appuie sur les touches pour donner le second et troisième coup au bon moment, il double les dégâts. Ce rythme pour donner ce type de coup dépend de l'arme utilisée.
Deuxièmement, la jauge des Points de Technic a disparu. Par contre, il y a une jauge d'art de photon liée à chacune des armes. Un art de photon est un enchainement dévastateur demandant beaucoup d'énergie. Les Technics utilisent aussi la même barre d'énergie.
Technics ou Art de photon, s'améliorant au fur et à mesure qu'ils sont utilisés, doivent être associés à des armes. Cela dépend bien sûr de quel type d'armes il s'agit.
Les armes que le joueur peut porter dépendent de sa classe : Hunter (armes de mêlées), Ranger (armes à distance), Force (technics), etc. En mode réseau il existe un certain nombre de ces classes. Mais il y en a que 3 en mode Offline.
Chacune des races de Gurhal peut utiliser toutes les classes. Cependant, chaque race à ses préférences. Par exemple, le Newman sera meilleur en Technics qu'aux armes à distance, alors que le CAST sera bien meilleur sur ces dernières. Le Beast sera surtout bon aux armes de mêlées. Quant au Human, il peut s'adapter à toutes les classes. Certaines races ont des compétences supplémentaires comme les CASTS qui peuvent sortir durant le combat une arme spéciale qui dévastent tout à l'écran et les Beasts qui peuvent se transformer en bête (un peu comme le lycanthrope) pour décupler leur force.

### Les serveurs en mode Online
Les serveurs de jeu ne sont pas tous en commun. Il en existe 3 familles :
- Serveurs Internationaux : Pour le monde entier, sauf Japon (sur PC - Playstation 2)
- Serveurs Japonais : Japon uniquement (sur PC - Playstation 2)
- Serveurs 360 : Pour le monde entier, y compris Japon (sur Xbox360)

Les serveurs furent nommés Universe, suivie d'une numérotation. Ils furent ensuite renommés le 24 octobre 2008 par des noms de constellations. Il y avait 18 serveurs internationaux, 30 serveurs 360 et 26 serveurs japonais.
Le 31 mars 2010, les serveurs Internationaux ont fermé. Seuls les serveurs Japonais et 360 subsistent.
Les serveurs Japonais ont fermé le 7 septembre 2012.

### La création du personnage
La création du personnage se fait uniquement sur le mode Online via un éditeur très complet. Il est aussi accessible en mode Offline sur un nouveau mode débloqué après avoir fait une bonne avancée dans le jeu.
Cela consiste à choisir entre deux genres (mâle ou femelle), quatre races (humans, newmans, cast ou beast) et trois types de combats (hunters, rangers ou forces). Le type de combat est attribué automatiquement au début, mais il est possible pour chacune des races d'utiliser n'importe quel type par la suite et de le changer à tout moment.
Lors de la création du personnage, en plus de choisir les vêtements, la coupe de cheveux, la forme du visage, la couleur des yeux et autres, le joueur peut également choisir la taille ou la corpulence en utilisant un effet de morphing.

## Suites et extensions
- Phantasy Star Universe sur PC, PS2et Xbox 360  en 2006
- Phantasy Star Universe: Ambition of the Illuminus sur PC, PS2et Xbox 360  en 2007.
- Phantasy Star Portable sur PlayStation Portable en 2008.
- Ambition of the Illuminus: Supplemental Update sur PC et PS2 en 2009 exclusif au Japon.
- Phantasy Star Portable 2 sur PlayStation Portable prévu pour fin 2009